# Steve Williams (cyclisme)
Steve Williams, né le 8 mai 1973, est un coureur cycliste australien, professionnel de 1997 à 2002. 

## Biographie
Il remporte la course en ligne des championnats d'Australie de cyclisme sur route en 2001.

## Palmarès

### Par années
- 1997
  - 3e du championnat d'Australie sur route
  - 3e du championnat d'Australie du contre-la-montre
- 2000
  - 6e étape du Herald Sun Tour
- 2001
  -  Champion d'Australie sur route